# رجال في الشمس (رواية)
رجال في الشمس هي الرواية الأولى للكاتب الفلسطيني غسان كنفاني، صدرت عام 1963 في بيروت. الرواية تصف تأثيرات النكبة سنة 1948 على الشعب الفلسطيني من خلال أربعة نماذج من أجيال مختلفة، وهي تقدم الفلسطيني في صيغة اللاجئ وهي الصيغة التي يطورها غسان كنفاني في روايتيه التاليتين «ما تبقى لكم» حيث يقدم الفلسطيني/الفدائي، و«عائد إلى حيفا» حيث يقدم الفلسطيني/الثائر، متمشيا بذلك مع تطور القضية الفلسطينية ذاتها.

## شخصيات الرواية

### أبو قيس
أبو قيس هو أول الشخصيات التي تعرضها الرواية، رجل فقد بيته وشجرات الزيتون التي يملكها وأصبح يعيش مع زوجته الحامل وابنه الصغير في المخيمات، لا يجرؤ على التفكير في السفر للكويت حيث سافر الكثيرون وعادوا بالأموال التي حققوا بها أحلامهم الخاصة، «أبو قيس» شديد الارتباط بوطنه، يحلم بعودة ما كان، لكنه لا يعرف كيف يمكن أن تحدث هذه العودة بعد ضياع كل شيء.. «أبو قيس» رجل عجوز يخرج مضطرًا ولا يأمل كثيرًا في النجاح أو العودة الظافرة، لكنه يستجيب للضغط الذي يمارسه عليه أحد العائدين الأغنياء وحالة الفقر المدقع التي يعانيها هو وأسرته، فيودع زوجته وابنه ويسافر إلى العراق محاولاً أن يجد فرصة ليهرب عبر الحدود العراقية الكويتية من البصرة إلى الكويت ليحصل على النقود التي يبني بها بيتًا ويشتري شجرات زيتون جديدة.

### أسعد
أسعد شاب مناضل تطارده السلطات بسبب نشاطه السياسي، لكنه يحاول الهرب إلى العراق بمساعدة أحد أصدقاء والده القدامى، ذلك الصديق الذي يسلبه عشرين دينارًا ويتركه في منتصف الطريق واعدًا إياه بشرفه أن يقابله بعد المرور على نقطة التفتيش، ولا يفي بوعده، فيفقد أسعد ثقته في البشر جميعًا، لكنه يستطيع الوصول إلى العراق مصممًا على عبور الحدود إلى الكويت ليستطيع أن يكون ثروة يرد بها الـخمسين دينارًا التي أقرضها له عمه ليبدأ بها حياته ويتزوج ابنة عمه التي لا يحبها لكنها خطبت له يوم مولدهما.

### مروان
مروان هو فتى في المرحلة الثانوية ذو عمر 16 سنة يضطر لترك المدرسة والذهاب إلى البصرة ليدخل منها إلى الكويت بمساعدة المهربين حتى يعمل وينفق على أمه وإخوته الصغار. أخُ مروان يعمل بالكويت، وكان يرسل إلى الأسرة ما يكفيها، لكنه تزوج وتوقف عن إرسال نقود، بل أرسل رسالة إلى مروان يقول له فيها: لا أعرف معنى أن أظل أنا أعمل وأنفق على الأسرة بينما تذهب أنت إلى المدرسة السخيفة التي لا تعلّم شيءًا، فترك المدرسة. أما أباه فقد ترك عائلته وتزوج امرأة معاقة فقدت ساقها بسبب قنبلة في غارة يهودية، لديها بيت جميل بسبب توقف النقود؛ لأنها تملك دارًا من ثلاث حجرات بسقف إسمنتي، فيهرب بذلك من مسؤولية أسرته، ويحقق حلمه بالحياة في بيت له سقف بدلاً من خيام اللاجئين، ويؤجر حجرتين ويسكن هو وزوجته الجديدة في الحجرة الثالثة، ولكنه لم يكن يعلم بأن العائلة تريد التخلص من المعاناة أثناء الإعتناء بها.

### أبو الخيزران
يرفض الثلاثة التعامل مع المهرب المحترف الذي يصر على أخذ خمسة عشر دينارًا مقدمًا من كل فرد؛ لأنهم يعرفون أن الدليل يمكن أن يتركهم في منتصف الطريق ويهرب.
ويلتقون بالشخصية الرئيسية الرابعة في الرواية «أبو الخيزران»، وهو مهرب يعمل مع تاجر كويتي كبير اسمه «الحاج رضا»، يقبل «أبو الخيزران» أن يهربهم مقابل عشرة دنانير من كل منهم بعد الوصول إلى الكويت (ويعقد اتفاقا سريا مع مروان على أن يأخذ منه خمسة دنانير) في سيارة الحاج رضا التي لا تفتش لأن جميع رجال الحدود يعرفونها ويعرفون الحاج رضا، وهم أصدقاء للسائق نفسه.
أبو الخيزران سائق ماهر، عمل في الجيش البريطاني، وعمل مع الفدائيين فأصيب بقنبلة أفقدته رجولته وأعطته كل مرارة العالم، فكره نفسه، وجعل كل طموحه في تكوين ثروة يعيش بها في هدوء وسكون بعد عمر من الحركة التي لا تهدأ، كان يشعر أنه فقد أهم شيء في حياة الرجل من أجل الوطن، لكن الوطن لم يرجع، ورجولته فقدت إلى الأبد.
أما السيارة فهي سيارة نقل مياه قديمة متهالكة وبها خزان ضخم فارغ هو ما سيختفي فيه أبطال الرواية الثلاثة ليعبروا نقطتي الحدود العراقية والكويتية.

## من أحداث الرواية

### الرحلة الرهيبة
يقدم غسان كنفاني شخصية «أبو الخيزران» كنموذج للقيادة العنينة الانتهازية التي تدعي التفكير في المجموع في حين أنها تسعى إلى مصالحها الشخصية مهما تأذى الآخرون أو أضيروا..
يتفق «أبو الخيزران» مع الثلاثة أن يبقى اثنان فوق الخزان ويجلس معه الثالث، وهكذا بالتبادل طوال الطريق في صحراء ترسل شمسها شواظًا من لهيب قاتل، وقبل أن يصلوا إلى نقطة الحدود بخمسين مترًا يدخلون الخزان، وعليه أن ينهي الإجراءات فيما لا يزيد على سبع دقائق ثم يسرع بالسيارة ليخرجهم من الخزان بعد 50 مترًا من نقطة الحدود.

### الأكذوبة والموت
تنجح الخطة في نقطة الحدود العراقية، يختبئون في الخزان، يكادون يختنقون، لكن الأمر رغم الجهد يمر بسلام، وعند الاقتراب من نقطة الحدود الكويتية يستعدون لأخذ ما يسميه «أبو الخيزران» بالحمام التركي، ويطلقون عليه جهنم، لكن موظفا عابثا يعطل «أبو الخيزران» ويصر أن يحكي له السائق حكايته مع الراقصة العراقية «كوكب» التي تحبه لدرجة العبادة بسبب فحولته كما حكى له الحاج رضا. ورغم المفارقة المؤلمة في الحكاية الخيالية فإن تلك الأكذوبة تكون السبب في موت الثلاثة اختناقا في خزان المياه بسبب تأخر «أبو الخيزران» عليهم.

## نقد
يعتمد كثيرًا على المنولوج الداخلي في سرد الأحداث، وواضح أيضا أن الكاتب استفاد من تقنية السيناريو السينمائي فحكى روايته بالصورة قبل كل شيء آخر، ولعل هذا من الأسباب المهمة التي جعلت المخرج المصري توفيق صالح يتحمس للرواية ويقرر أن يصنع منها فيلمًا.

## الفيلم
تم إنتاج فيلم سينمائي سوري مبني على أحداث الرواية، الفيلم أنتج بين 1972 و1973 من إنتاج المؤسسة العامة للسينما بدمشق، وهو بطولة عبد الرحمن آل رشي وبسام لطفي وصالح خلقي وغيرهم، وتصوير بهجت حيدر وموسيقى صلحي الوادي. كما حصل الفيلم على الجائزة الذهبية بمهرجان قرطاج للأفلام العربية والأفريقية سنة 1973، واختير كواحد من أهم مائة فيلم سياسي في تاريخ السينما العالمية.

## وصلات خارجية
- آراء القراء حول رواية رجال في الشمس على موقع أبجد